# Стар-Джанкшен (Пенсільванія)
Стар-Джанкшен (англ. Star Junction) — переписна місцевість (CDP) в США, в окрузі Файєтт штату Пенсільванія. Населення — 518 осіб (2020).

## Географія
Стар-Джанкшен розташований за координатами 40°3′41″ пн. ш. 79°45′58″ зх. д. / 40.06139° пн. ш. 79.76611° зх. д. (40.061488, -79.766067).  За даними Бюро перепису населення США в 2010 році переписна місцевість мала площу 3,12 км², з яких 3,08 км² — суходіл та 0,04 км² — водойми.

## Демографія
Згідно з переписом 2010 року, у переписній місцевості мешкало 616 осіб у 260 домогосподарствах у складі 165 родин. Густота населення становила 197 осіб/км².  Було 297 помешкань (95/км²).
Расовий склад населення:
| - 98,2 % — білих - 0,2 % — корінних американців - 0,2 % — чорних або афроамериканців |

До двох чи більше рас належало 1,5 %. Частка іспаномовних становила 0,0 % від усіх жителів.
За віковим діапазоном населення розподілялося таким чином: 22,4 % — особи молодші 18 років, 59,4 % — особи у віці 18—64 років, 18,2 % — особи у віці 65 років та старші. Медіана віку мешканця становила 41,5 року. На 100 осіб жіночої статі у переписній місцевості припадало 92,5 чоловіків;  на 100 жінок у віці від 18 років та старших — 91,2 чоловіків також старших 18 років.
Середній дохід на одне домашнє господарство  становив 41 291 долар США (медіана — 41 382), а середній дохід на одну сім'ю — 51 472 долари (медіана — 46 250). Медіана доходів становила 26 188 доларів для чоловіків та 28 523 долари для жінок. За межею бідності перебувало 8,1 % осіб, у тому числі 0,0 % дітей у віці до 18 років та 9,5 % осіб у віці 65 років та старших.
Цивільне працевлаштоване населення становило 143 особи. Основні галузі зайнятості: роздрібна торгівля — 22,4 %, сільське господарство, лісництво, риболовля — 18,9 %, освіта, охорона здоров'я та соціальна допомога — 14,7 %, мистецтво, розваги та відпочинок — 14,0 %.